# العلاقات البلجيكية اللبنانية
العلاقات البلجيكية اللبنانية هي العلاقات الثنائية التي تجمع بين بلجيكا ولبنان.

## مقارنة بين البلدين
هذه مقارنة عامة ومرجعية للدولتين:
| وجه المقارنة                                              | بلجيكا                                                                              | لبنان                                                                |
| --------------------------------------------------------- | ----------------------------------------------------------------------------------- | -------------------------------------------------------------------- |
| المساحة (كم2)                                             | 30.53 ألف                                                                           | 10.45 ألف                                                            |
| عدد السكان (نسمة)                                         | 11.37 مليون                                                                         | 6.10 مليون                                                           |
| الكثافة السكانية (ن./كم²)                                 | 372.42                                                                              | 583.73                                                               |
| العاصمة                                                   | بروكسل                                                                              | بيروت                                                                |
| اللغة الرسمية                                             | اللغة الهولندية، لغة فرنسية، اللغة الألمانية                                        | اللغة العربية، لغة فرنسية                                            |
| العملة                                                    | يورو، فرنك بلجيكي                                                                   | ليرة لبنانية                                                         |
| الناتج المحلي الإجمالي (بليون دولار)                      | 492.68 مليار                                                                        | 51.84 مليار                                                          |
| الناتج المحلي الإجمالي (تعادل القوة الشرائية) بليون دولار | 514.74 مليار                                                                        | 81.54 مليار                                                          |
| الناتج المحلي الإجمالي الاسمي للفرد دولار أمريكي          | 40.32 ألف                                                                           | 8.05 ألف                                                             |
| الناتج المحلي الإجمالي للفرد دولار أمريكي                 | 43.44 ألف                                                                           | 17.46 ألف                                                            |
| مؤشر التنمية البشرية                                      | 0.890                                                                               | 0.769                                                                |
| رمز المكالمات الدولي                                      | +32                                                                                 | +961                                                                 |
| رمز الإنترنت                                              | .be                                                                                 | .lb                                                                  |
| المنطقة الزمنية                                           | توقيت وسط أوروبا، ت ع م+01:00، ت ع م+02:00، توقيت وسط أوروبا الصيفي، أوروبا/بروكسل ‏ | ت ع م+02:00، ت ع م+03:00، توقيت شرق أوروبا، توقيت شرق أوروبا الصيفي ‏ |

## منظمات دولية مشتركة
يشترك البلدان في عضوية مجموعة من المنظمات الدولية، منها:
| علم المنظمة | اسم المنظمة                               | تاريخ انضمام بلجيكا | تاريخ انضمام لبنان |
| ----------- | ----------------------------------------- | ------------------- | ------------------ |
|             | الاتحاد البريدي العالمي                   | ?                   | ?                  |
|             | مؤسسة التنمية الدولية                     | 2 يوليو 1964        | 10 أبريل 1962      |
|             | منظمة حظر الأسلحة الكيميائية              | ?                   | ?                  |
|             | الأمم المتحدة                             | 27 ديسمبر 1945      | 24 أكتوبر 1945     |
|             | وكالة ضمان الاستثمار متعدد الأطراف        | 18 سبتمبر 1992      | 19 أكتوبر 1994     |
|             | منظمة الشرطة الجنائية الدولية             | ?                   | ?                  |
|             | مؤسسة التمويل الدولية                     | 27 ديسمبر 1956      | 28 ديسمبر 1956     |
|             | الاتحاد الدولي للاتصالات                  | 1866                | 12 يناير 1924      |
|             | البنك الدولي للإنشاء والتعمير             | 27 ديسمبر 1945      | 14 أبريل 1947      |
|             | المركز الدولي لتسوية المنازعات الاستشارية | 26 سبتمبر 1970      | 25 أبريل 2003      |
|             | يونسكو                                    | 29 نوفمبر 1946      | 4 نوفمبر 1946      |

## أعلام
هذه قائمة لبعض الشخصيات التي تربطها علاقات بالبلدين:
- خليل صحناوي (خبير أمن معلومات لبناني بلجيكي، 23 مايو 1975 – )

## وصلات خارجية
- موقع وزارة الخارجية البلجيكية